# إيفان فرانكو
إيفان فرانكو (بالإسبانية: Iván Franco)‏ هو لاعب كرة قدم باراغواياني، ولد في 16 أبريل 2000 في Ybycuí ‏ في باراغواي. لعب مع نادي ليبرتاد.

## وصلات خارجية
- إيفان فرانكو على موقع الدوري الأمريكي (الإنجليزية)
- إيفان فرانكو على موقع إي إس بي إن إف سي (الإنجليزية)
- إيفان فرانكو على موقع قاعدة بيانات كرة القدم.إي يو (الإنجليزية)
- إيفان فرانكو على موقع ناشيونال فوتبول تيمز (الإنجليزية)
- إيفان فرانكو على موقع Soccerway.com (الإنجليزية)
- إيفان فرانكو على موقع عالم كرة القدم.نت (الإنجليزية)